# Mill Cove
Die Mill Cove ist eine Bucht an der Südküste von Laurie Island im Archipel der Südlichen Orkneyinseln. Sie liegt zwischen dem Kap Anderson im Osten und Valette Island im Westen.
Kartiert wurde sie bei der Scottish National Antarctic Expedition (1902–1904) unter der Leitung des schottischen Polarforschers William Speirs Bruce. Bruce benannte die Bucht nach Hugh Robert Mill (1861–1950), britischer Geograph, Polarhistoriker und langjähriger Bibliothekar der Royal Geographical Society.